# Die ins Gras beißen (2013)
Die ins Gras beißen ist ein 88-minütiger Spielfilm der deutschen Fernsehserie Hubert und Staller aus dem Jahr 2013.

## Handlung
Da dem Streifenwagen das Benzin ausgegangen ist fahren Hubert und Staller im Bus, welcher auf Grund einer auf der Fahrbahn stehenden Kuh anhalten muss. Während Hubert das Tier mit einem Warnschuss vertreibt nimmt der Busfahrer ein Feuer im Wald wahr. Hubert und Staller begeben sich in den Wald und löschen das Feuer, doch die Brandursache war eine Leiche. Der Verdacht fällt schnell auf den einarmigen Bauern Weidinger, der sich zwischen den Bäumen versteckt hatte.
Polizeirat Girwidz möchte von dem ganzen Thema lieber nichts wissen, da er seinen ehemaligen Vorgesetzten Polizeidirektor Schmitz erwartet. Da Girwidz hofft, dass Schmitz ihn zu seinem Nachfolger ernennt, versucht der Polizeirat, das Revier gut dastehen zu lassen und beauftragt damit Sonja Wirth und Martin Riedl. Auch Hubert und Staller sollen einen guten Eindruck machen, wobei jedoch der nicht geständige Weidinger wenig hilfreich ist.
Pathologin Anja Licht stellt währenddessen fest, dass die Leiche eine junge, erwürgte Frau ist und bekommt eine weitere Leiche hinzu, nachdem ein Mann auf Wagen 3 landet, der von einer Brücke sprang – oder doch geschubst wurde?
Die Wege der komplexen Ermittlungen führen Hubert und Staller schließlich zu einem Bauernhof, auf welchem eine Rentner-WG lebt...

## Produktion
Der Film wurde vom 12. März bis zum 10. April 2013 in Wolfratshausen und Umgebung gedreht.

## Ausstrahlung
Der Film wurde zuerst am 7. November 2013 und anschließend nach der dritten Staffel der Serie in zwei Teilen am 12. und 19. März 2014 im Ersten ausgestrahlt.